# Glaucodon ballaratensis
Glaucodon ballaratensis is een uitgestorven soort buideldier uit het Plioceen van Australië.